# Шосе Бейра-Лобіто
Шосе Бейра – Лобіто або TAH 9 — Трансафриканська магістраль 9 у трансконтинентальній мережі доріг, яка розробляється Економічною комісією ООН для Африки (UNECA), Африканським банком розвитку (ADB) і Африканським союзом. Маршрут має довжину 3523 км (2189 миль) перетинаючи Анголу, найпівденнішу частину Демократичної Республіки Конго, Замбію, Зімбабве та центральний Мозамбік.
Маршрут з'єднує гірничодобувні райони ДР Конго, Замбії та Зімбабве та райони сільськогосподарського виробництва Анголи, Замбії та Зімбабве з атлантичним портом Лобіто та портом Бейра в Індійському океані. Громадянська війна в Анголі, ДР Конго, Зімбабве та Мозамбіку вплинула на розвиток автомагістралі в минулому, останнім часом у ДР Конго та Анголі, обидві країни все ще перебувають на етапі відновлення.
Маршрут також обслуговується залізничним сполученням, що проходить паралельно йому на більшій частині його довжини, за винятком між Кафуе та Хараре, хоча він був пошкоджений війнами, а його західна половина, Бенгельська залізниця, зараз не працює.
Між Капірі Мпоші та Кафуе в Замбії, шосе розділяє маршрут з шосе Каїр-Кейптаун.
Після завершення автомагістраль стане найпівденнішим із східно-західних перетинів Трансафриканської мережі континенту. Однак регіональні автомагістралі, розроблені Співтовариством розвитку півдня Африки (SADC), вже пропонують добре функціонуючі та повністю асфальтовані альтернативні маршрути, зокрема Транскалахарський коридор і коридор Мапуту від порту Уолвіс-Бей у Намібії через Ботсвану та Південну Африку до порту Мапуту на півдні Мозамбіку.
Крім того, Замбія завершила будівництво дамби заплави Бароце (дорога Монгу– Калабо ), розширивши свою дорогу Лусака–Монгу, і запропонувала уряду Анголи продовжити шлях до цієї країни, щоб з’єднатися з її мережею доріг через Калабо та Сіконго. По-друге, Китай запропонував ДР Конго позику та допомогу в будівництві для розвитку залізниці від Лубумбаші до порту Матаді як основного торговельного маршруту. Трансафриканська магістраль 9 може бути відсунута на другий план у зв’язку з регіональними розробками в Південній Африці.

## Маршрут
Весь маршрут від Лобіто до Бейри становить 3523 кілометри.

### Ангола
Маршрут починається в Лобіто, Ангола (на північний схід від Бенгели), як частина маршруту EN100. Через кілька кілометрів на північний схід стає трасою EN250 на схід. Маршрут EN250 для решти ангольської ділянки, через Куіто до Луау, провінція Мосіко, де перетинає кордон річки Касаї з Демократичною Республікою Конго (ДР Конго) і містом Ділоло. На перехресті з EN120 у місті Альто-Хама шосе Бейра-Лобіто перетинається з шосе Триполі-Кейптаун (Трансафриканське шосе 3). Ангольська ділянка становить 1160 кілометрів.

### ДР Конго
Від Ділоло маршрут прямує на схід як N39 через Колвезі до міста Губа (на північ від Лікасі), де стає частиною маршруту N1 на південний схід. Для решти ділянки ДР Конго це маршрут N1, через Лікасі та Лубумбаші до прикордонного міста Касумбалеса (ДР Конго) в регіоні Коппербелт, де перетинає найближчу лінію кордону з Республікою Замбія та прикордонним містом Касумбалеса (Замбія). Ділянка ДР Конго становить 830 кілометрів.

### Замбія
Від Касумбалеси маршрут прямує на південь як T3, через Чинголу, Кітве та Ндолу, щоб вийти з регіону Коппербелт і дістатися до міста Капірі Мпоші, де стає частиною маршруту T2, великої північної дороги Замбії. Для решти замбійської ділянки, це маршрут T2 через Кабве та Лусаку (столицю Замбії) до прикордонного міста Чірунду (Замбія), де перетинає річку Замбезі як міст Чірунду в Республіку Зімбабве та прикордонне місто Чирунду (Зімбабве). Від Капірі Мпоші до перехрестя маршруту Т1 після Кафуе (50 кілометрів на південь від Лусаки) шосе Бейра–Лобіто поділяє свій маршрут із шосе Каїр–Кейптаун (Трансафриканське шосе 4). Замбійська ділянка становить 610 кілометрів.

### Зімбабве
Від Чірунду маршрут простягається на південний схід як шосе R3 (шосе A1) до міста Хараре (столиця Зімбабве), де стає шосе R5 (шосе A3) на південний схід до міста Мутаре, де проходить через різні передмістя, використовуючи різні дороги, і перетинає прикордонний пост Мачіпанда в Республіці Мозамбік і прикордонне місто Мачіпанда. Зімбабвійська ділянка становить 625 кілометрів.

### Мозамбік
Від Мачіпанди він йде на схід як маршрут N6 через Маніку та Шімойо, і закінчується в місті Бейра. Мозамбікська ділянка становить 300 кілометрів.

## Розробки
У 2023 році уряди Замбії, ДР Конго та Анголи погодилися оголосити ділянку маршруту від Ндола в замбійській провінції Коппербелт через ДР Конго та Анголу до Лобіто торговельним коридором (Коридор Лобіто), щоб з’єднати Коппербелт, що не має виходу до моря. Регіон із найближчим океаном (Атлантичним океаном) для торгівлі, оскільки Замбія та ДР Конго є двома великими виробниками як міді, так і кобальту.

## Дивись також
- Трансафриканська мережа автомобільних доріг